# Museo delle civiltà dell'Europa e del Mediterraneo
Il Museo delle civiltà dell'Europa e del Mediterraneo (Musée des civilisations de l'Europe et de la Méditerranée, abbreviato MuCEM) è un museo nazionale di Marsiglia, in Francia. 
È dedicato alla conservazione, lo studio, la presentazione e la mediazione del patrimonio antropologico relativo all'area europea e mediterranea, a partire dalle collezioni di origine internazionale e dalle ricerche volte a un approccio interdisciplinare riguardante le società nel loro complesso e nel trascorrere del tempo. La vocazione principale del museo è quella di luogo d'incontro e scambio, dove le mostre temporanee sono lo spunto di dibattiti su grandi temi sociali.
Il museo, progettato da Rudy Ricciotti con la collaborazione di Roland Carta è stato inaugurato nel 2013, anno in cui Marsiglia è stata capitale europea della cultura.
Nel 2015, il museo ha ricevuto il premio del museo europeo dell'anno.

## Galleria d'immagini

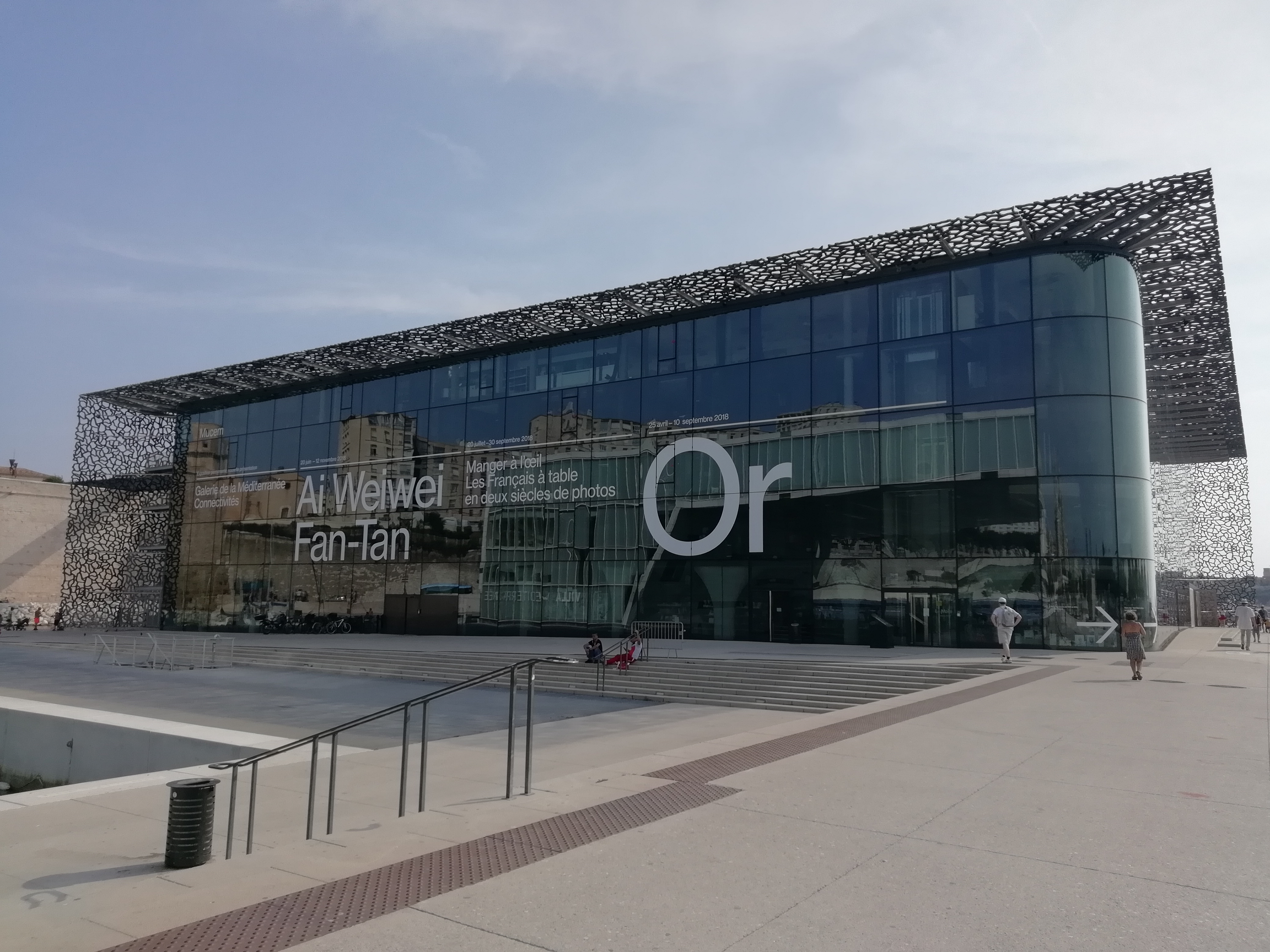
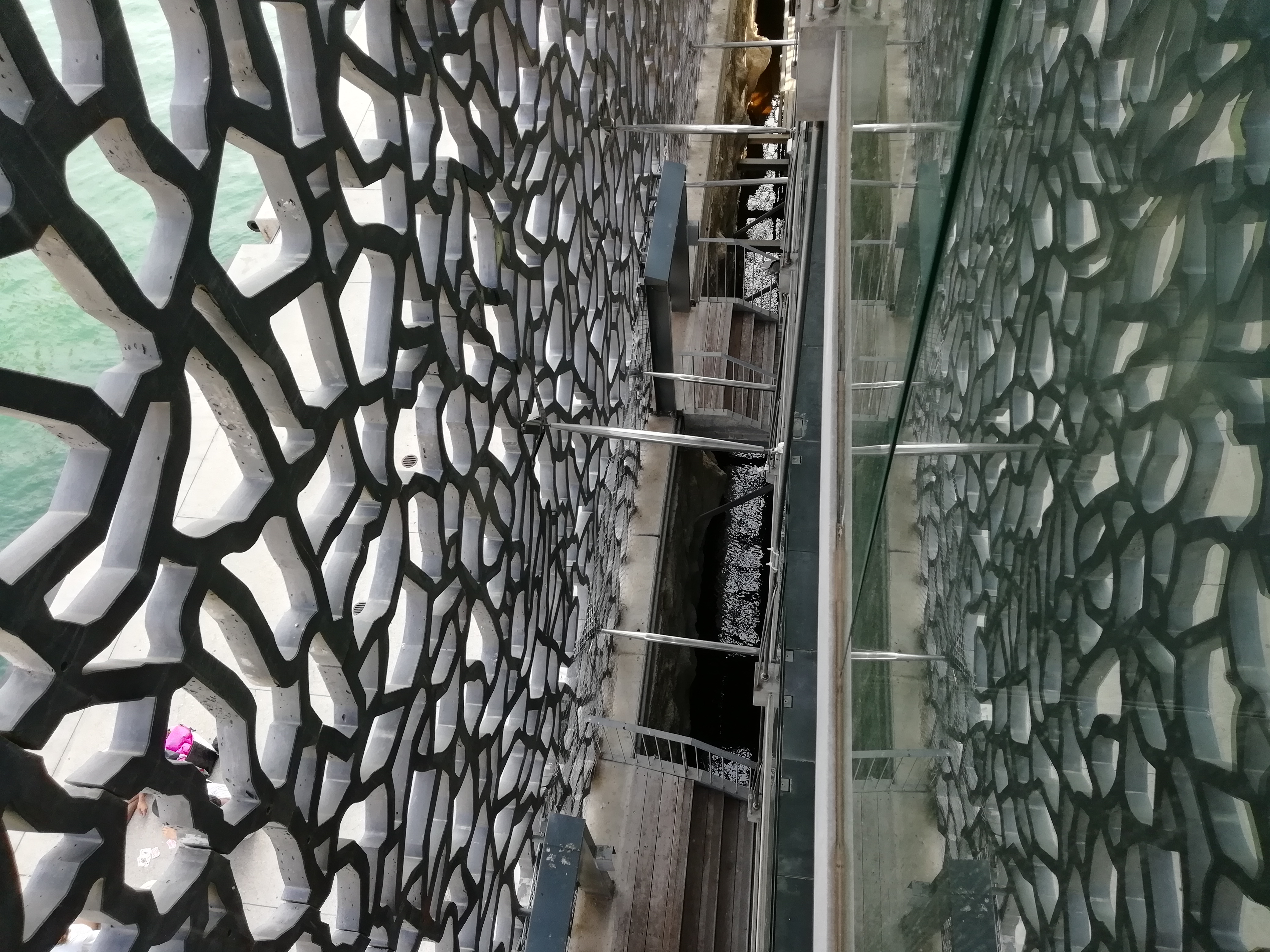
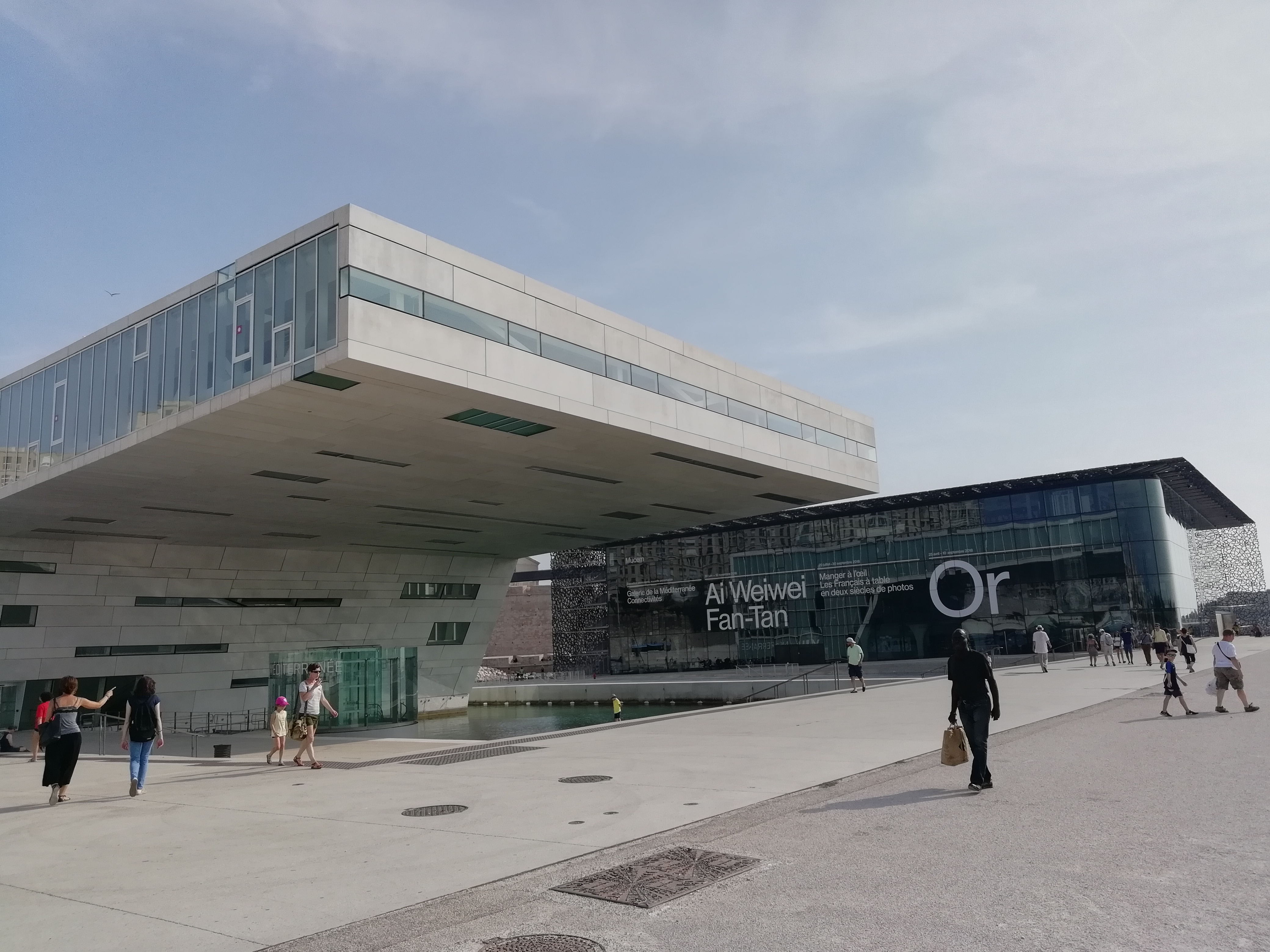